# Barbara G. Briggs
Barbara Gillian Briggs AM PSM (née en 1934) est une botaniste australienne. L' IK recense 205 noms de plantes qui ont été publiés ou co-publiés par elle. Elle est l'une des botanistes du Angiosperm Phylogeny Group, du système APG de 1998.

## Biographie
Briggs est employée au Royal Botanic Garden de Sydney à partir de 1959. Elle obtient un doctorat de l'Université de Sydney en 1960.
Briggs et Craig Anthony Atkins reçoivent la médaille Clarke de la Royal Society of New South Wales en 1994.
Briggs reçoit la Médaille de la fonction publique en 1998. Elle est nommée membre de l'Ordre d'Australie lors de l'anniversaire de la reine en 2018 pour "un service important à la science et à la recherche en tant que botaniste, à la documentation de la flore australienne et aux sociétés professionnelles". Elle est membre de la Royal Society of New South Wales (FRSN).
Depuis sa retraite, elle continue en tant qu'associée de recherche honoraire aux jardins botaniques de Sydney.